# Biton velox
Espèce
Synonymes
- Daesia dmitrievi Birula, 1905
- Daesia obscura Caporiacco, 1941
- Biton fuchsi Lawrence, 1953

Biton velox est une espèce de solifuges de la famille des Daesiidae.

## Distribution
Cette espèce se rencontre en Tunisie, en Italie, en Libye, en Israël, en Éthiopie, en Somalie et au Kenya.

## Description
Les mâles décrits par Roewer en 1933 mesurent de 10 à 12 mm et les femelles de 10 à 12 mm.

## Liste des sous-espèces
Selon Solifuges of the World (version 1.0) :
- Biton velox dmitrievi (Birula, 1905)
- Biton velox velox Simon, 1885

## Publications originales
- Simon, 1885 : Études sur les Arachnides recueillis en Tunisie en 1883 et 1884 par MM. A. Letourneux, M. Sédillot et Valéry Mayet, membres de la mission de l'Exploration scientifique de la Tunisie. Exploration scientifique de la Tunisie. Paris, p. 1-55.
- Birula, 1905 : Bemerkungen über die Ordnung der  Solifugen. I-V. Annuaire  du  Musée Zoologique de l’Académie Impériale des Sciences de St.-Pétersbourg, vol. 9, p. 391–416.